# Vera Gedrojc
Vera Ignat'evna Gedrojc (Ве́ра Игна́тьевна Гедро́йц; Slobodiše, 19 aprile 1870 – Kiev, marzo 1932) è stata una medica russa sovietica.
Fu la prima donna chirurgo dell'Impero russo e una delle prime donne al mondo ad aver dato un importante contributo alla medicina di guerra.

## Biografia
Vera Gedrojc apparteneva alla nobile famiglia lituana dei Giedroyć, che condivideva le sue origini con la più famosa famiglia Radziwiłł. Nacque nel governatorato di Orël in un ambiente russificato e studiò chirurgia all'Università di Losanna, nella clinica del professor César Roux. La malattia dei genitori e la morte della sorella portarono Gedrojc a tornare in Russia nel 1900.
Il suo lavoro in laparotomia durante la guerra russo-giapponese fu tra i primi a raggiungere alti livelli di successo. Ciò spinse i militari russi a cambiare procedura relativamente al trattamento delle ferite addominali penetranti.
Nel 1909 Gedrojc fu trasferita all'ospedale di corte di Carskoe Selo, dove lavorò come chirurga per la famiglia imperiale. In quel periodo si unì alla Gilda dei Poeti, pubblicando le sue poesie sotto lo pseudonimo di Sergej Gedrojc.
Dopo la rivoluzione di febbraio decise di restare a Carskoe Selo. Lavorò al fronte durante la prima guerra mondiale, ma infine si stabilì a Kiev,
dove insegnò presso l'Istituto di medicina. Nel 1923 venne selezionata per la carica di professore e nel 1930 ottenne la carica di preside della facoltà di chirurgia.
Morì di cancro e fu sepolta nella sua città natale.

## Scritti scientifici e letterari
Vera Gedrojc si dedicò attivamente a lavori scientifici in vari campi della medicina, come l'oncologia, la chirurgia pediatrica e l'endocrinologia. Fu anche scrittrice di prosa e poesie.